# Thermes gallo-romains de la rue Laitière à Bayeux
Les thermes gallo-romains de la rue Laitière sont un petit édifice thermal découvert en 1882 à Bayeux, dans le département français du Calvados. 

## Localisation
Le monument est situé au no 12 et no 12bis de la rue Laitière, dans le secteur sauvegardé de la ville de Bayeux et dans un bâtiment abritant les services municipaux de la ville.

## Histoire

### Histoire antique et médiévale
L'édifice est daté du IIe siècle et abandonné à la suite d'un incendie au IVe siècle.
La cité d'Augustodurum est dotée d'une enceinte au IIIe siècle
Le site est remblayé à la fin du XIe siècle.

### Redécouverte et fouilles

Plan établi à partir des fouilles de 1882 et de 1985-1986.

Les thermes sont découverts le 21 juillet 1882 lors de la construction d'un bâtiment destiné aux Postes et fouillés par l'architecte L. Doucet : les éléments dégagés alors sont une piscine et un système d'hypocauste. La décision de recherches archéologiques est prise dès le début du chantier. Les éléments sont remblayés mais le bassin et l'hypocauste sont conservés dans une cave. Alphonse Simil dresse un plan des éléments retrouvés.
Des fouilles complémentaires sont réalisées en 1986-1987 par Florence Delacampage. Le matériel retrouvé alors est important, avec 400 monnaies romaines, des objets de tabletterie ou de métal, mais également de la céramique Black Burnished.
Les vestiges des thermes sont inscrits au titre des monuments historiques depuis le 29 décembre 1988.

Fouilles en 1882
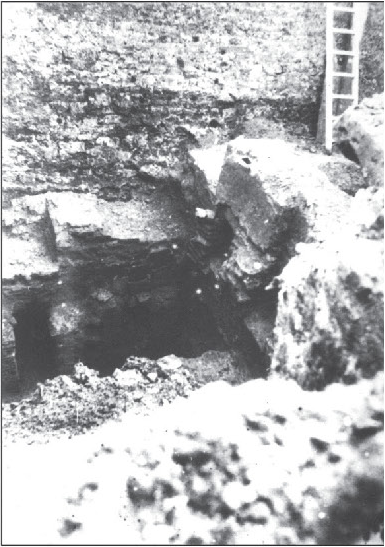
Angle sud-est de la salle B.
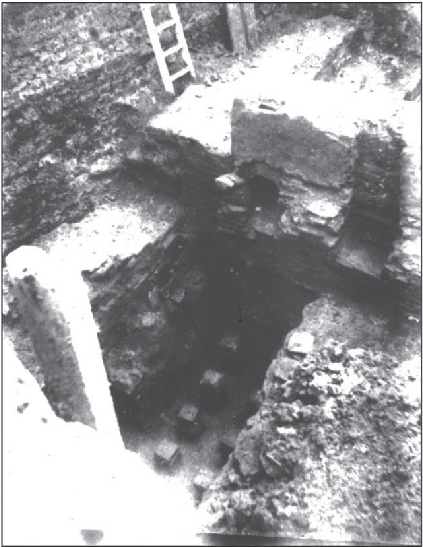
Emplacement des tubuli et des pilettes à l'angle sud-est de la salle B.
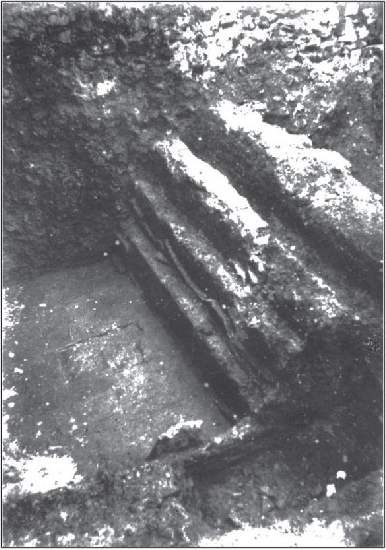
Bassin de la salle et gradins.
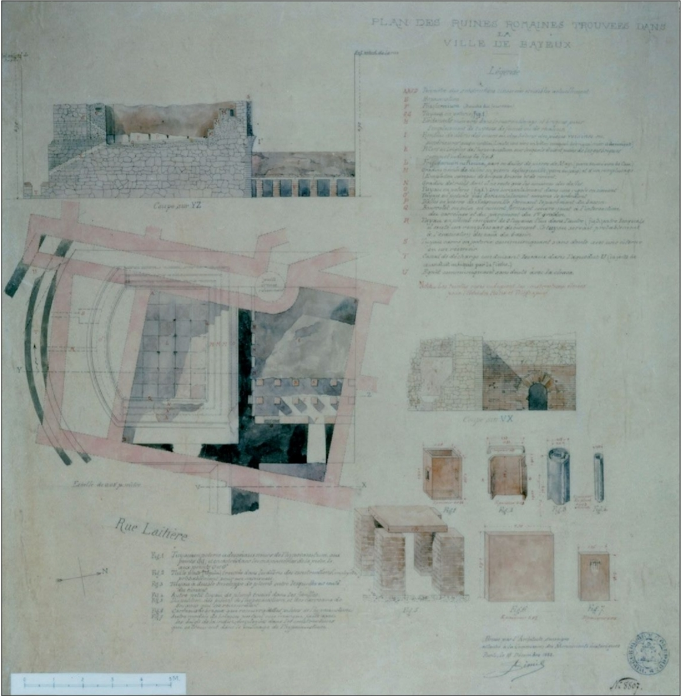
Plan des vestiges réalisé par l'architecte Alphonse Simil en 1882.

## Description et interprétation des vestiges
Les vestiges conservés sont en briques. 
Les vestiges sont identifiés comme appartenant à des thermes privés du fait de la taille des pièces, mais, selon Florence Delacampagne, « rien ne permet (...) de confirmer cette hypothèse ». Un autre édifice est identifié comme des thermes publics.
Un four avec praefurnium est retrouvé,. Un bassin de 3,50 m sur 3,80 m est dégagé dans les fouilles du XIXe siècle.
Un mur haut de 4 m a pu être étudié.

#### Ouvrages généraux
- Collectif, Le patrimoine des communes du Calvados, Paris, Flohic, 2001 (ISBN 2842341112). .
- Florence Delacampagne, Carte archéologique de la Gaule, 14. Le Calvados, Paris, Éd. de la Maison des sciences de l'homme, 1990 (ISBN 2-87754-011-1). .

#### Ouvrages spécialisés
- Florence Delacampagne, « Les thermes de la rue Laitière à Baveux (Calvados). Réflexions sur la topographie antique et médiévale d'un quartier de la ville », Revue archéologique de l'Ouest, no 14,‎ 1997, p. 125-173 (lire en ligne). .
- L. Doucet, « Les thermes de la rue Laitière, à Bayeux. Lettre de M. Doucet à M. le Secrétaire des antiquaires de Normandie », Bulletin de la Société des antiquaires de Normandie, no 11,‎ 1881-1882.
- Grégory Schütz, « Les thermes gallo-romains de Bayeux-Augustodurum (Calvados, Normandie) », Aremorica. Études sur l'ouest de la Gaule romaine, no 7,‎ 2015, p. 37-74 (ISSN 1956-8800, lire en ligne, consulté le 5 avril 2024).
- Grégory Schütz, Pierre-Marie Guihard, Aurore Lacroix, Pierre Marthelart et Charles-Édouard Sauvin, Rapport d'étude documentaire. 12 rue Laitière. Bayeux (Calvados), Caen, Conseil général du Calvados, 2014, 487 p..
- Georges Villers, « Les thermes romains de la ville de Bayeux », Indicateur de Bayeux, no 99,‎ 1882.